# Tres pilars de la Unió Europea

Evolució territorial de la Unió Europea.

Els Tres pilars de la Unió Europea, va ser una estructura introduïda pel Tractat de Maastricht l'1 de novembre de 1993 per dividir les polítiques de la Unió Europea en tres àrees clau, Van ser suprimides amb l'entrada en vigor del Tractat de Lisboa l'1 de desembre de 2009.
- Primer pilar: correspon a la personalitat jurídica de les Comunitats Europees tant política econòmica, social i mediambiental, així com la política de la Comunitat Europea del Carbó i de l'Acer (CECA, fins a la seva espiració el 2002) i la Comunitat Europea de l'Energia Atòmica (EURATOM).
- Segon pilar: Política Exterior i de Seguretat Comuna (PESC) que se'n va fer el càrrec d'accions conjuntes de cara a l'exterior i els assumptes militars.
- Tercer pilar: Cooperació policíaca i judicial en matèria penal (PJP) que va reunir la cooperació en la lluita contra el crim. Aquest pilar va ser originàriament anomenat Justícia i Afers Interiors.

## Estructura
| Unió Europea (UE) | Unió Europea (UE) | Unió Europea (UE)                                                                                  | Unió Europea (UE)                                       | Unió Europea (UE) | Unió Europea (UE)                                        | Unió Europea (UE) |
| | Primer pilar: mètode d'integració comunitària | | Segon pilar: mètode de la cooperació intergovernamental |                   | Tercer pilar: mètode de la cooperació intergovernamental |                   |
| Comunitat Europea (CE) | Política Exterior i de Seguretat Comuna (PESC) | Cooperació policial i judicial en matèria penal (CPJP)                                             |                                                         |                   |                                                          |                   |
| --- | --- | -------------------------------------------------------------------------------------------------- | ------------------------------------------------------- | ----------------- | -------------------------------------------------------- | ----------------- |
| - Unió duanera i Mercat comú - Política Agrícola Comuna (PAC) - Política Pesquera Comuna - Dret de la Competència - Unió monetària i econòmica - Ciutadania europea - Educació i Cultura - Xarxa transeuropea de transport - Dret del consumidor - Assistència sanitària - Recerca - Dret ambiental - Política Social - Asil polític - Acords de Schengen - Immigració Comunitat Europea del Carbó i de l'Acer (CECA, fins a l'any 2002): - Indústria del carbó i de l'acer Comunitat Europea de l'Energia Atòmica (EURATOM): - Energia nuclear | Política exterior: - Drets humans - Democràcia - Ajuda humanitària Política de Seguretat: - Política comuna de seguretat i defensa de la Unió Europea - Grups de Combat - Forces de pacificació | - Narcotràfic i tràfic d'armes - Terrorisme - Tràfic de persones - Crim organitzat - Suborn i frau |                                                         |                   |                                                          |                   |
| | | |                                                         |                   |                                                          |                   |

A cada pilar, un equilibri diferent de principis va ser assolit entre les organitzacions intergovernamentals i les supranacionals.
El primer pilar el també nomenat «pilar comunitari», és el més antic i la seva funció va ser la consolidació de les constitucions de les tres primeres Comunitats Europees: Comunitat Europea del Carbó i de l'Acer (CECA), la Comunitat Econòmica Europea (CEE) i l'EURATOM, l'estructura organitzativa del qual ja s'havia unificat el 1965/67, a través del  Tractat de fusió. Més tard, a través del Tractat de Maastricht la paraula «econòmica» va ser retirada de la CEE, per la qual cosa es va convertir simplement en la Comunitat Europea o CE. Amb el Tractat d'Amsterdam, d'altres àrees addicionals serien traslladades des del tercer pilar al primer. El 2002, la CECA (que tenia una vida de 50 anys) va deixar d'existir perquè el tractat que l'ho havia establert el Tractat de París, havia expirat.
Durant la redacció del Tractat de Maastricht, alguns Estats membres van objectar que la transferència de la sobirania en matèria de política exterior i justícia era una matèria molt sensible respecte de la sobirania nacional i una altra manera de gestionar aquestes qüestions a nivell intergovernamental, havien de ser cercades.
Així va aparèixer la noció de diversos pilars: la Comunitat Europea seria al primer, mentre que el segon s'ocuparia de les qüestions de política exterior, defensa i seguretat, i el tercer pilar seria cooperar en el poder judicial.

### 1999 i 2003: Esmenes
Les esmenes del Tractat d'Amsterdam i el Tractat de Niça van fer els pilars addicionals cada vegada més supranacionals. Entre les esmenes més importants estaven la transferència de la política en matèria d'asil, immigració i cooperació judicial en matèria civil amb el «pilar comunitari», efectuada pel Tractat d'Amsterdam. Així, el tercer pilar ha estat tornat a nomenar com a Cooperació policíaca i judicial en matèria penal, o PJC. El terme Justícia i Afers Interiors encara s'utilitza per cobrir tant el tercer pilar i les àrees transferides.

### 2009: Abolició
En un discurs davant la Conferència de Niça, Joschka Fischer, aleshores ministre de Relacions Exteriors d'Alemanya, va sol·licitar una simplificació de la Unió Europea. Una de les idees centrals era l'abolició de l'estructura de pilars, i substituir-la com una concentració de personalitat jurídica per a la Unió Europea. Aquesta idea es va incloure al Tractat de Lisboa, que va entrar en vigor l'1 de desembre de 2009. Amb una personalitat jurídica, la Unió, per exemple, pot ser part dels tractats internacionals. El Tractat de Lisboa també va establir que «la Unió substituirà i succeirà a la Comunitat Europea», amb l'efecte que, tan bon punt va entrar en vigor el Tractat, la UE va obtenir l'adhesió a l'Organització Mundial del Comerç (OMC), que havia pertangut al pilar de les Comunitats europees.
L'abolició de l'«estructura tres pilars» va ser ben rebuda pels professionals i acadèmics que havien considerat durant molt de temps com un «pilar metàfora» més aviat absurd. La idea que un dels pilars podria ser la Comunitat, mentre que els altres dos eren simplement «polítiques» o «cooperació» era poc creïble.
Al Tractat de Lisboa, la distribució de competències en diversos àmbits de la política entre els Estats membres i la Unió es va reorganitzar en el següent esquema: 
| Competència exclusiva | | Competències compartides |  | Suport a la competència |
| La Unió Europea té competència exclusiva per fer directives i celebrar acords internacionals quan es contempli en un acte legislatiu de la Unió. | Els Estats membres no poden exercir competències a les zones on la Unió les té. | La Unió Europea pot prendre mesures per recolzar, coordinar o complementar l'acció dels Estats membres. |  |                         |
| - la unió duanera - l'establiment de les normes sobre competència necessàries per al funcionament del mercat interior - la política monetària dels Estats membres la moneda dels quals] és l'euro - la conservació dels recursos biològics marins dintre de la política pesquera comuna - la política comuna de la política comercial - celebració de determinats acords internacionals | - el mercat interior - la política social, en els aspectes definits al present Tractat - cohesió econòmica, social i territorial - l'agricultura i la pesca, amb exclusió de la conservació dels recursos biològics marins - medi ambient - protecció al consumidor - transports - xarxes transeuropees - energia - l'espai de llibertat, seguretat i justícia - normes comuns de seguretat en matèria de salut pública, en els aspectes definits al recent Tractat | - protecció i millora de la salut humana - indústria - cultura - turisme - l'educació, la joventut, l'esport i la formació professional - protecció civil (prevenció de desastres) - cooperació administrativa |  |                         |